# Malajzia himnusza
A Negaraku Malajzia nemzeti himnusza. 1957-ben, a Malajziai Szövetségnek az Egyesült Királyságtól való függetlenné válásakor választották ki. A dal eredetileg Perak regionális himnusza volt. Ennek eredetije a Pierre-Jean de Béranger által szerzett francia "La Rosalie" melódia volt.
A dallamhoz több alkalommal, 1992-ben, 2003-ban és 2006-ban is hozzányúltak.

## Története

### Verseny és meghívott zeneszerzők

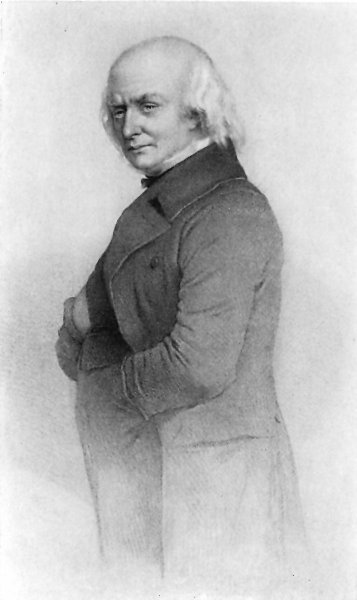
Pierre-Jean de Béranger, a La Rosalie című népszerű francia dal, a szerzője. Ezt a dalt választották végül a himnusz zenéjének.

A függetlenedéskor a Maláj Föderációt létrehozó mind a 11 állam saját regionális himnusszal rendelkezett, de a Föderációnak mint egységes államnak még nem volt himnusza. Tunku Abdul Rahman, az akkori miniszterelnök és belügyminiszter egy olyan – általa irányított – bizottságot hozott létre, melynek a feladata egy megfelelő nemzeti himnusz kiválasztása volt. Javaslatára az egész világra kiterjedő pályázatot hirdettek meg. Világszerte összesen 514 pályázat érkezett, de egyik sem bizonyult megfelelőnek.
Ezután a bizottság úgy döntött, nemzetközi szinten elismert zeneszerzőket kérnek fel, hogy nyújtsanak be megfontolandó elképzeléseket. A kiválasztott zeneszerzők a következők voltak: Benjamin Britten (aki később jelentkezését érdekes, „de inkább sikertelen munkaként” jellemezte), Sir William Walton, aki II. Erzsébet koronázására írt indulót, Gian Carlo Menotti amerikai operaszerző és Zubir Said, aki később megkomponálta Szingapúr himnuszát. Őket nem válogatták be.

### Perak állami himnuszának kiválasztása

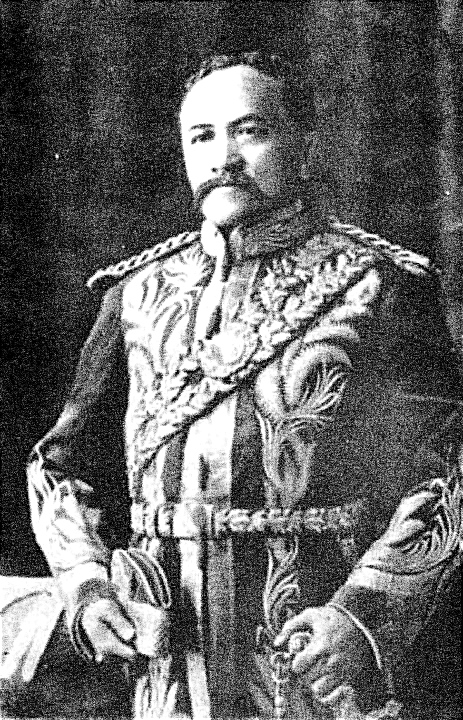
Perak szultánja, Abdullah, aki Pierre "La Rosalie" dalát választotta ki Perak Királyi Himnuszául, mikor a Seychelles-szigeteken volt gyilkosságra való felbujtás miatt száműzetésben.

A bizottság figyelme ezek után Perak Állam Himnusza felé irányult. 1957. augusztus 5-én a dallam „hagyományos jellege” miatt erre esett a választás. A himnusz új szövegét a bírói tanács határozta meg – ahol maga a Tunkka játszotta a főszerepet. Ezután még egy jó ideig ez maradt Perak himnuszának dallama is.
A dal nagyon népszerű volt a Seychelles-szigetekhez tartozó Mahé szigetén, ahol korábban Abdullah szultán száműzetésben élt. Egyes hírek szerint egy zenekar nyilvános fellépésén hallotta először a dalt, melyről megtudta, hogy 1780 és 1857 között élt, Párizsban született Pierre-Jean de Béranger írta. Erre azonban nincs bizonyíték, mivel ő egy dalszövegíró volt, aki mások dallamát használta fel, a dal címe pedig nem szerepel abban a négykötetes műben, mely a dalszövegeit sorolja fel. Ezen kívül abban a listában sem szerepel, amely azokat a dalokat sorolja fel, melyekből ő merített ihletet. Egy másik elbeszélés szerint a VI. Eduárd brit király 1901-es koronázásán Idris Murshidul’adzam Shah szultánt, Perak Állam 1887 és 1916 között hivatalban lévő uralkodója, a Maláj Szövetségi Államok maláj uralkodóit képviselő megkapta a kérdést, hogy mi az államának a himnusza,  észlelte, hogy az államának lényegében nincs is hivatalos himnusza, azt válaszolta, hogy játsszák le a fentebb említett dallamot.
A dalt később az indonéz Opera, a Bangsawan is bemutatta, mely 1940 körül Szingapúrban lépett fel.  A dallam szinte pillanatok alatt népszerű lett, és Terang Bulan név alatt kezdett el terjedni. Azon kívül, hogy mint egy állami himnusza, igen nagy presztízsre tett szert, Malajziában „örökzölddé” vált. Összejöveteleken, kabarékban énekelték, és az 1920-as, 1930-as években szinte mindenki ismerte. A himnusznak 1992-ben adtak egy pörgős ütemet, mely azonban népszerűtlenek bizonyult. Egyes malajziaiak szerint az átdolgozott változat már sokkal inkább cirkuszi zenére emlékezet, és sok alkalommal gúnyt űztek belőle.

### Tervezett átnevezés
2003. júliusban a maláj sajtó arról írt, hogy ismét átszabják a himnuszt, a cím és a szöveg pedig az eddigi Negarakuról Malaysiakura változik. (Az utóbbi jelentése "Malajziám").Tömeges felzúdulás követte az ötletet, így elvetették a név megváltoztatását. Wah Idris azonban hozzányúlt a dinamikához, és visszaállította az 1992 előtti változatot.

## Szöveg
| Rumi (hivatalos) | Jawi | IPA-átírás |
| --- | --- | --- |
| Negaraku, Tanah tumpahnya darahku, Rakyat hidup, Bersatu dan maju! 𝄆 Rahmat bahagia, Tuhan kurniakan, Raja kita, Selamat bertakhta! 𝄇 | نڬاراكو تانه تومڤهڽ دارهكو رعيت هيدوڤ برساتو دان ماجو 𝄇 رحمة بهاڬيا توهن كورنياكن راج كيت سلامت برتختا 𝄆 | [negaraku] [tana(h) tumpa(h)ɲa dara(h)ku] [raʔjat̚ hidup̚] [bersatu dan madʒu] 𝄆 [ra(h)mat̚ bahagia] [tuhan kurniakan] [radʒa kita] [selamat̚ bertaxta] 𝄇 |

## Etikett

### Egyéni részvétel
Amikor a Nemzeti Himnuszt játsszák vagy éneklik, esetleg annak rövidített változatát adják elő, minden jelenlévőnek fel kell állnia, ezzel bizonyítva, hogy teljes figyelmüket a műnek szentelik. Ez alól kivétel, ha a himnusz egy televíziós vagy rádiós közvetítés közben, esetleg filmhíradó részeként hangzik fel. A katonai és a vallási fejfedők kivételével fedetlen fővel kell hallgatni, és annak jelenléte esetén minden jelenlévőnek a az ország zászlaja felé kell fordulnia. A szolgálatban lévő egyenruhásoknak tisztelegniük kell.
Az 1968-os, a nemzeti himnuszról szóló törvény 8. szakasz 1. bekezdésének alapos indok nélküli megszegése és minden olyan cselekedet, mely csökkenti a himnusznak a közemberek szemében meglévő presztízsét, hivatalosan tiszteletlenségnek minősül. Mindenki, aki tudatosan tiszteletlenül viselkedik a himnusszal szemben bármilyen közterületen, köteles 100 ringgit pénzbüntetést fizetni, illetve ehelyett legfeljebb egy hónapnyi időre börtönbe vonulni.